# Horní Beřkovice
Horní Beřkovice är en ort i Tjeckien.   Den ligger i regionen Ústí nad Labem, i den centrala delen av landet, 30 km norr om huvudstaden Prag. Horní Beřkovice ligger 221 meter över havet och antalet invånare är 926.
Terrängen runt Horní Beřkovice är platt. Runt Horní Beřkovice är det ganska tätbefolkat, med 111 invånare per kvadratkilometer. Närmaste större samhälle är Mělník, 9,1 km öster om Horní Beřkovice. Trakten runt Horní Beřkovice består till största delen av jordbruksmark.